# Filmpark Babelsberg
Artikeln handlar om nöjesparken. För filmstudion, se Studio Babelsberg.
Filmpark Babelsberg är en stor filmnöjespark i stadsdelen Babelsberg i staden Potsdam utanför Berlin. Parken grundades 1993 i anslutning till Studio Babelsberg, som är Berlins motsvarighet till Hollywood och världens äldsta filmstudio från 1912 samt Europas största filmstudio. Filmpark Babelsberg har flera attraktioner såsom tv-studior, stuntshower, Dome of Babelsberg, Sandmännchen och 4D Action Cinema. Besökarna får bland annat åka tåg genom kulisser och filmstudior.

## Historia
Universum Film AG (Ufa) började under 1920-talet att spela in filmer i Babelsberg och Babelsberg utvecklades till ett tyskt och europeiskt Hollywood. Efter andra världskriget blev Babelsbergstudiorna huvudorten för DEFA. Efter Tysklands återförening startades en nöjes- och upplevelseverksamhet kopplad till studiorna, som 1993 byggdes ut till en nöjespark.

## Bilder

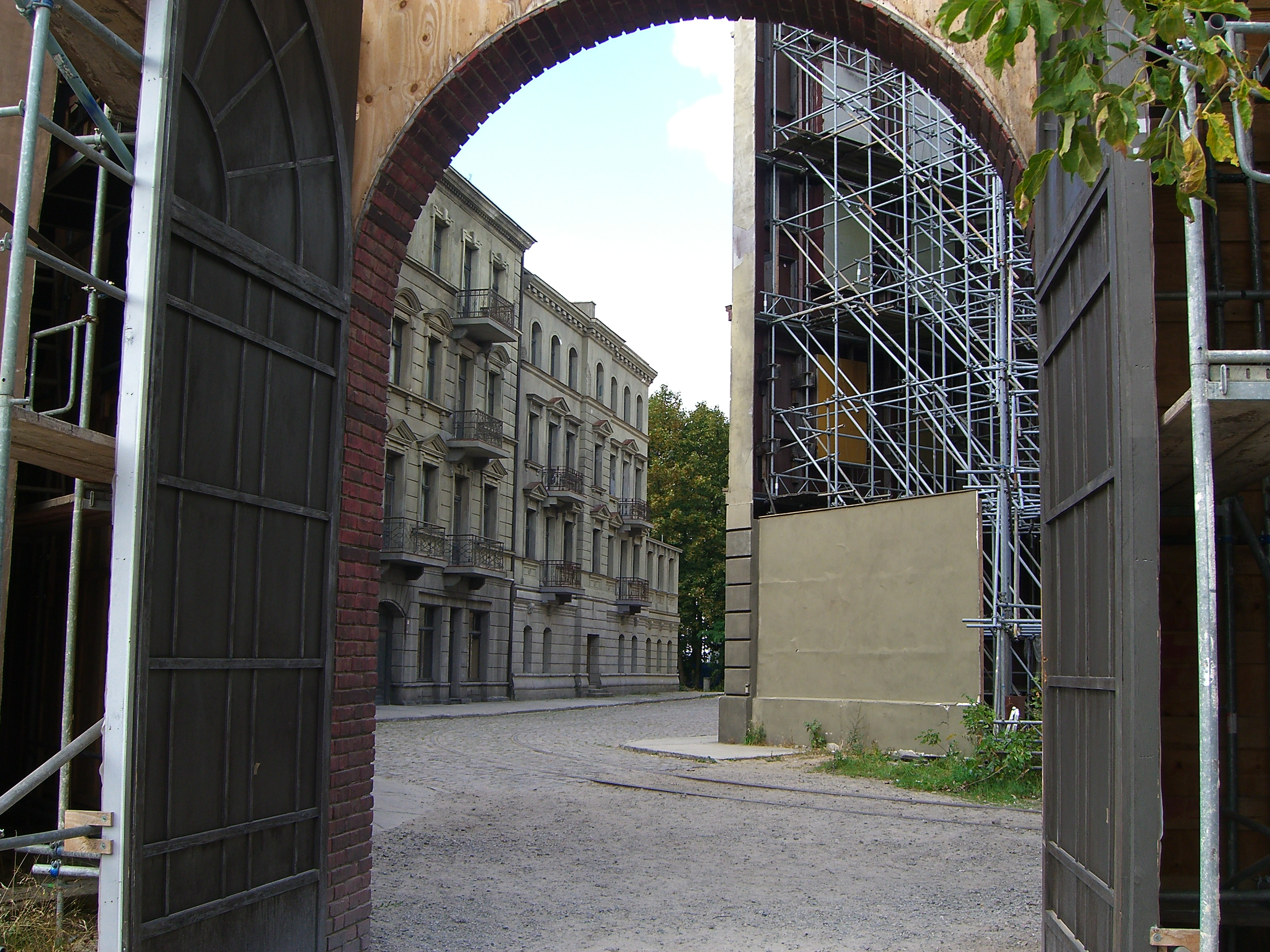
Filmkuliss med typiska Berlinhusfasader
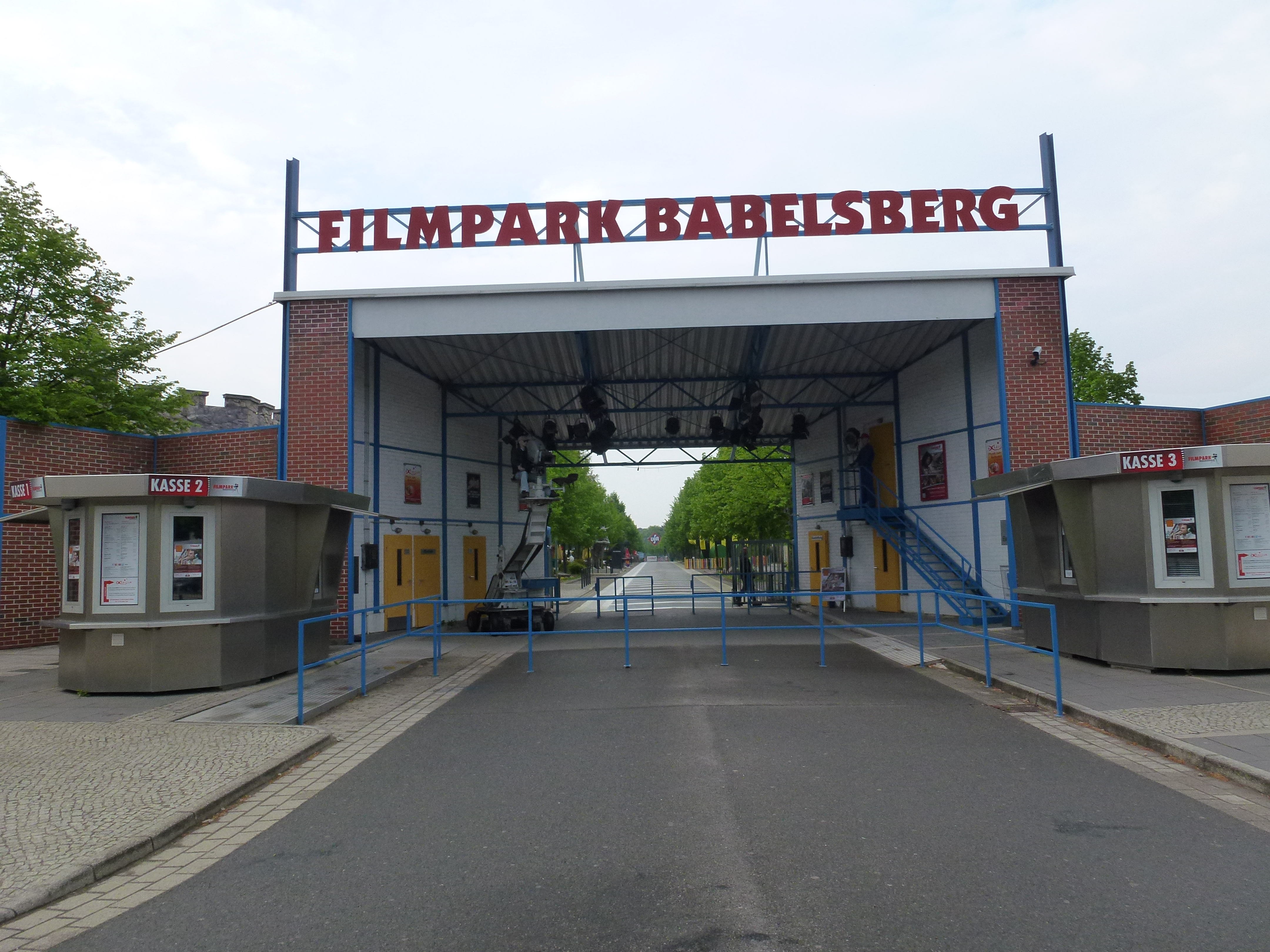
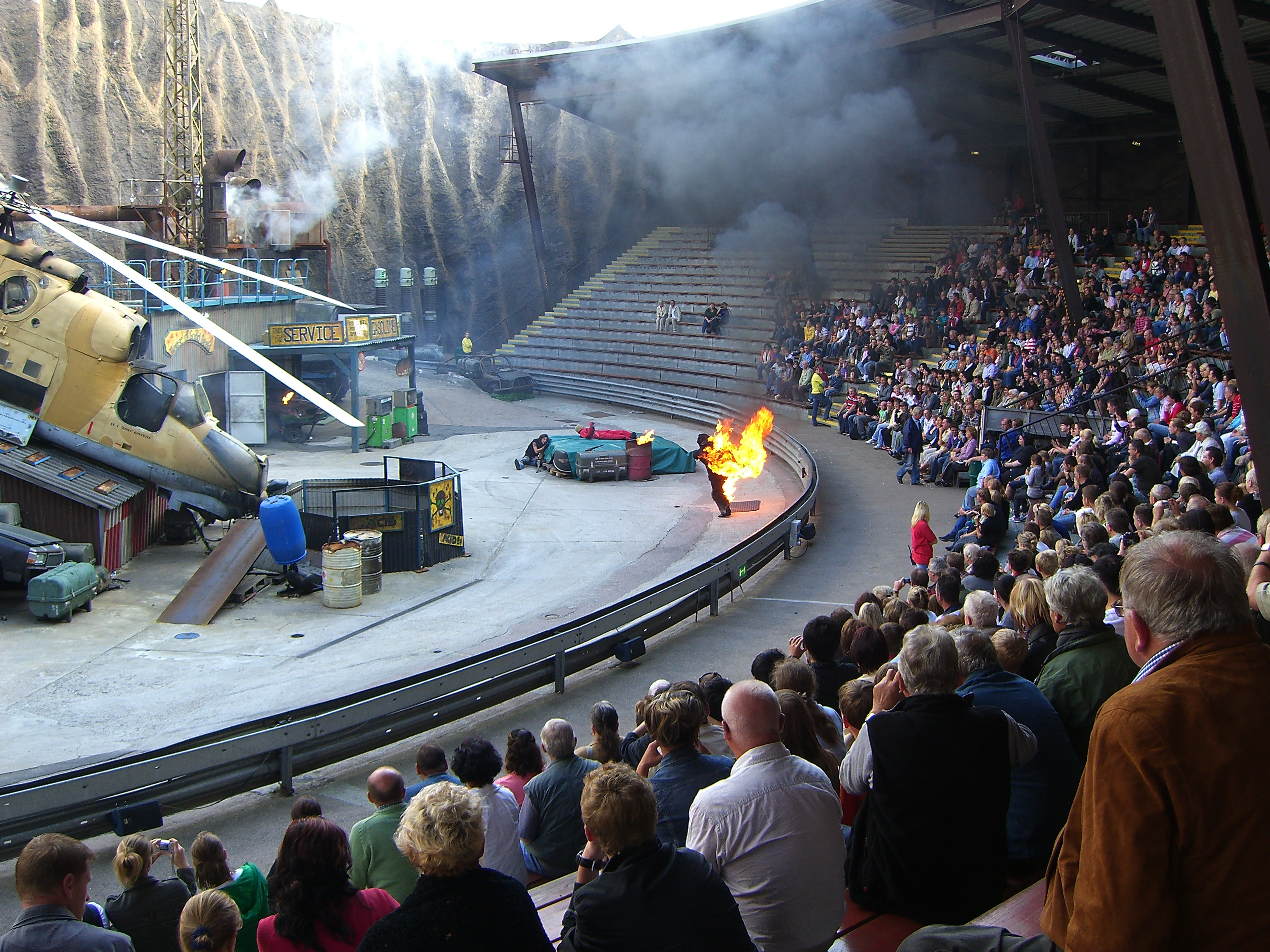
Stuntshow
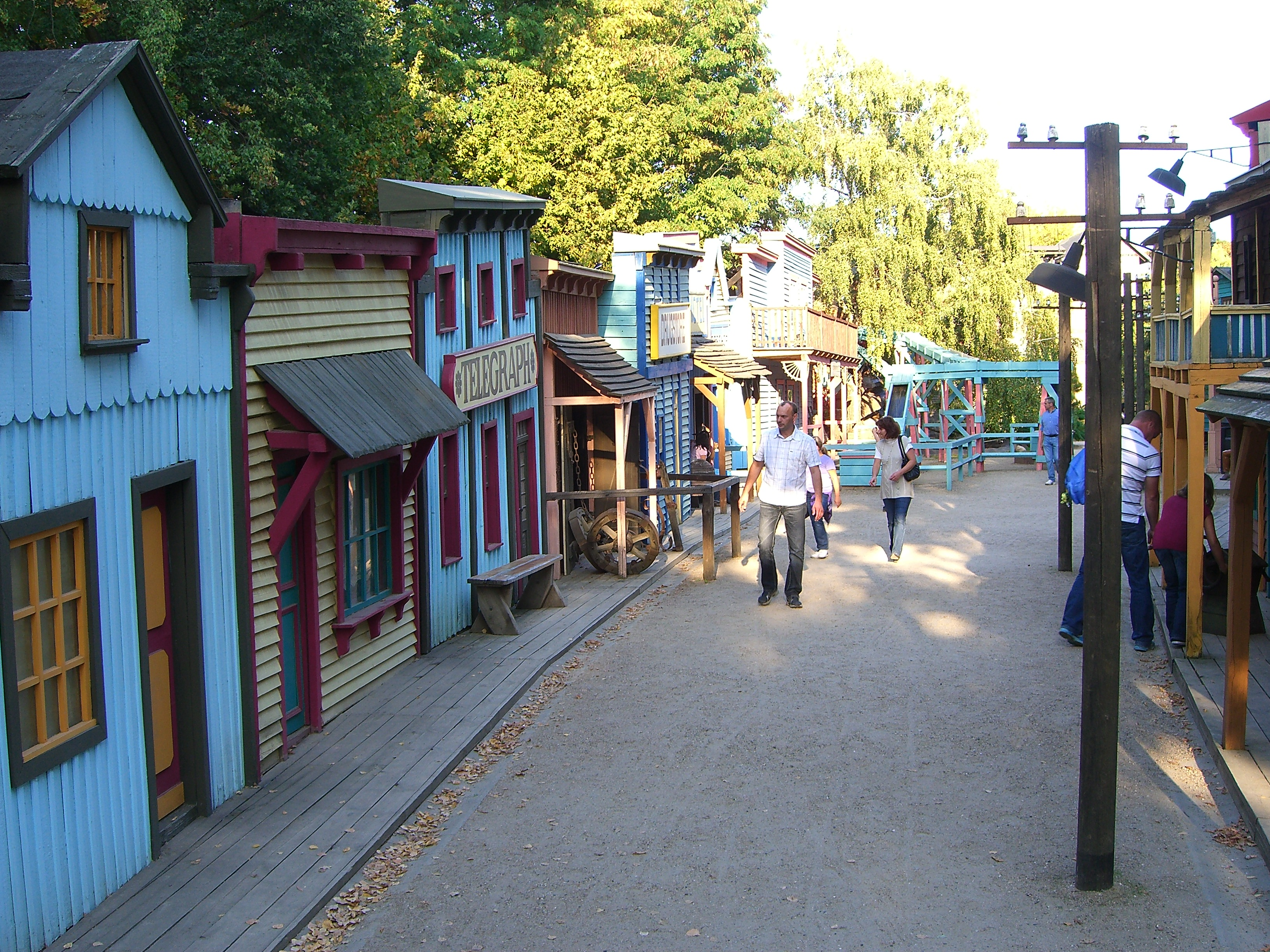
Westernstad